# Hyalinobatrachium eurygnathum
Hyalinobatrachium eurygnathum är en groddjursart som först beskrevs av Lutz 1925.  Hyalinobatrachium eurygnathum ingår i släktet Hyalinobatrachium och familjen glasgrodor. Inga underarter finns listade i Catalogue of Life.